# منع الاحتيال عبر الإنترنت
منع الاحتيال عبر الإنترنت هي عمليات متخصصة في إيقاف أنواع مختلفة من الاحتيال عبر الإنترنت. نظرًا للعديد من الطرق المختلفة لارتكاب عمليات الاحتيال عبر الإنترنت، مثل بطاقات الائتمان المسروقة، وسرقة الهوية، والتصيد، والمبالغ المستردة، يجب على مستخدمي الإنترنت، بما في ذلك التجار عبر الإنترنت والمؤسسات المالية والمستهلكون الذين يقومون بعمليات الشراء عبر الإنترنت، التأكد من تجنب أو تقليل خطر الوقوع كفريسة لمثل هذه الحيل.
تستمر سرعة وتطور الجهات الفاعلة الاحتيالية عبر الإنترنت في النمو. وفقًا لدراسة أجرتها LexisNexis لعام 2017، فقدان مبلغ 1.00 دولار لمنظمات تكاليف الاحتيال (التجار وشركات بطاقات الائتمان والمؤسسات الأخرى) يتراوح بين 2.48 دولار و 2.82 دولار - «وهذا يعني أن الاحتيال يكلفهم أكثر من حوالي 2 ونصف إلى أضعاف المبلغ الفعلي الذي تم فقدانه». 
هناك ثلاث دوائر لها مصلحة مباشرة في منع الاحتيال عبر الإنترنت. أولاً، هناك المستهلك الذي قد يكون عرضة للتخلي عن المعلومات الشخصية في عملية احتيال مخادعة، أو قد يتم الحصول عليها بواسطة برنامج الأمان المارق أو keylogger. في دراسة أجريت عام 2012، وجد McAfee أن جهاز كمبيوتر واحد من بين كل 6 أجهزة كمبيوتر لا يتمتع بأي نوع من الحماية من الفيروسات، مما يجعلها أهدافًا سهلة جدًا لمثل هذه الحيل. يشارك أصحاب الأعمال ومضيفو المواقع الإلكترونية أيضًا في المعركة المستمرة لضمان شرعية مستخدمي خدماتهم. 
يجب أن تعمل مواقع الويب التي تستضيف الملفات على التحقق من الملفات التي تم تحميلها للتحقق من وجود الفيروسات وبرامج التجسس، بينما تقوم بعض المتصفحات الحديثة بإجراء عمليات فحص للفيروسات قبل حفظ أي ملف (يجب أن يكون هناك ماسح فيروس مثبت مسبقًا على النظام). ومع ذلك، يتم العثور على معظم الملفات فقط غير نظيفة بمجرد أن يقع المستخدم فريسة لأحدها. للمؤسسات المالية، (مثل شركات بطاقات الائتمان، والتي تقوم بالرد على العملاء عبر الإنترنت والتجار الذين تعرضوا للاحتيال)، مصلحة قوية في التخفيف من مخاطر الاحتيال عبر الإنترنت.

## نبذة تاريخية
بدأ الاحتيال عبر الإنترنت في الظهور في عام 1994 مع بدء التجارة الإلكترونية. الاتجاه الأول الذي كنا نراه هو استخدام «الأسماء الشهيرة» لارتكاب عملية الاحتيال. باستخدام هذه الطريقة، يستخدم الشخص الذي يرتكب عملية الاحتيال بطاقات ائتمان مسروقة مع شخصية مشهورة باسم الوقت. كانت هذه الخطة الغير معقدة للغاية ناجحة فقط لأن الإنترنت كان جديدًا ولم يتم النظر في إمكانية الاحتيال. في نهاية المطاف، قام تجار الإنترنت بتنفيذ القواعد لتأكيد اسم مستخدم البطاقة.
تبعًا لاستراتيجيات «الأسماء الشهيرة»، كانت الهجمات أكثر تقدماً ومُفعمة بالتقنية، حيث قام المتسللون بإنشاء تطبيقات لمولدات البطاقات جاءت بأرقام بطاقات ائتمان حقيقية. استهدفت مثل هذه الهجمات عادة نحو نفس البائع. لم يكن لدى التجار أي طريقة لمعرفة نشاط التاجر المتبادل حتى أبلغت جمعيات بطاقات الائتمان عن ذلك. بعد عام 1996، دخل المستخدمون المحتالون على الإنترنت لاختبار حالة بطاقات الائتمان المسروقة.
بحلول عام 1998، كانت شبكة الإنترنت مليئة بمواقع التجارة الإلكترونية. بدأ المحتالون حينها في إنشاء مواقع تجارية «وهمية» حيث يمكنهم حصاد بطاقات الائتمان الخاصة بهم من خلال موقعهم الخاص. قبل بدء عمليات إعادة الشحن، كانوا يغلقون أبواب ومنافذ الموقع الإلكتروني الخاص بهم ومن ثم يقومون بمغادرة البلاد. سرعان ما بدأ الاتجاه للسرقة الجماعية للهويات من خلال الإنترنت ومن خلال المعلومات المقدمة عبر الإنترنت بموجب قانون حرية المعلومات. كان أحد الطرق المستخدمة من قبل التجار في الحيل وواحدة من الطرق المضادة المتقدمة هو استخدام حسابات المستهلكين. والعملية الاحتيالة تكون هنا في ان التاجر سيقوم بإعداد حساب المستهلك في المرة الأولى التي يقوم فيها المستهلك بالشراء. بعد إنشاء الحساب الجديد، سيقوم التاجر بإجراء سلسلة من عمليات التحقق من الجهات الخارجية للتحقق من صحة المعلومات التي يقدمها المستهلك.
نظرًا لاكتساب مواقع المزادات مثل eBay و uBid شعبية كبيرة، فقد وصلت أساليب الاحتيال الجديدة التي تستهدف مجتمع التجار الجديد على وجه التحديد. وتلك العمليات الاحتيالية تشمل من بيع البضائع الزائفة إلى تضليل المستهلك واستمر المحتالون في الاستفادة من المستهلكين.

## التزوير والإحتيال في بطاقات الإئتمان
الاحتيال أو التزوير في بطاقة الائتمان هو الاستخدام غير المصرح به لبطاقة الائتمان لإجراء معاملة. يمكن أن يتراوح هذا الاحتيال من استخدام بطاقة الائتمان للحصول على البضائع دون الدفع فعليًا، أو إجراء معاملات غير مصرح بها من قِبل حامل البطاقة. يعد تزوير بطاقات الائتمان جريمة خطيرة ويعاقب عليها بتهمة سرقة الهوية. غالبية هذا النوع من الاحتيال يحدث مع بطاقات الائتمان المزيفة، أو باستخدام البطاقات التي فُقدت أو سُرقت. يعتبر ما يقارب من 0.1 ٪ من جميع المعاملات احتيالية، وحوالي 10 ٪ من الأمريكيين قد أبلغوا عن نوع من الاحتيال في بطاقات الائتمان في حياتهم.
على الرغم من وجود العديد من الأنظمة من قبل موفر البطاقة لتحديد الاحتيال، فإن حامل البطاقة يتحمل المسؤولية النهائية. تشمل الخطوات الوقائية لتقليل فرص الاحتيال تثبيت برنامج مكافحة الفيروسات، والاحتفاظ بالسجلات الحالية والحفاظ عليها، ومراجعة البيانات والرسوم بانتظام، ويكمن الهدف في توفير وخلق خط دفاع أول في اكتشاف التهم الاحتيالية. من المستحسن أيضًا توخي الحذر على المواقع عبر الإنترنت، وخاصة المواقع المشبوهة أو غير المنشأة، وكذلك في البلدان الأجنبية. يجب التحقق من شرعية المواقع الإلكترونية. يعد التحقق عبر (Better Business Bureau) خطوة أولى لمعرفة كيف أنشأت هذه الشركة نفسها. بمجرد الدخول إلى موقع الويب، يمكن للمستخدم التحقق من برامج الأمان أو التشفير التي يستخدمها موقع الويب.
يمكن العثور أحيانًا على قفل على يسار عنوان URL للدلالة على الأمان الإضافي ومعرفة ماإذا كان الموقع الإلكتروني يستخدم عمليات إتصال آمنة وموثوقة. يمكن أيضاً لعنوان فعلي للشركة أو إرسال بريد إلكتروني إلى أحد عناوين جهات الاتصال التحقق من موثوقية الشركة. حتى في المواقع الموثوق بها، من المهم أن تكون حريصًا على عدم الانتقال والدخول في الموقع المشتبه به، ويُفضل التصفح بعيدًا عن هذا الموقع. تتضمن الممارسات الآمنة الأخرى توخي الحذر من توزيع رقم الحساب، والاحتفاظ ببطاقات الائتمان منفصلة عن محفظة أو أي وسيلة مشابها، والحفاظ على الرؤية المستمرة لبطاقات الائتمان، ورسم خطوط على الفراغات التي تكون أعلى المبلغ الإجمالي في الإيصالات. على الحسابات التي قام أحدها بحفظ معلومات البطاقة، من المهم أن يكون لديك كلمة مرور قوية مع مزيج من الأرقام والرموز. يتم تشجيعك بشدة أيضًا باستخدام كلمات مرور مختلفة لمواقع مختلفة.
في حالة فقدان البطاقة أو سرقتها، يجب على حامل البطاقة الإبلاغ عنها على الفور، حتى إذا لم يتم اكتشاف أي احتيال بعد. بمجرد الإبلاغ عن ضياع البطاقة أو سرقتها، لا يكون حامل البطاقة مسؤولاً عن الرسوم الخاطئة.

## سرقة الهوية
سرقة الهوية، والتي تسمى أيضًا احتيال الهوية، هي جريمة يسرق فيها شخص ما ويستخدم المعلومات والبيانات الشخصية لشخص آخر دون إذن. هذه الجريمة تُرتكب في العادة لتحقيق مكاسب اقتصادية. تشمل البيانات الشخصية المسروقة أرقام الضمان الاجتماعي (SSN) أو أرقام جواز السفر أو أرقام بطاقات الائتمان، والتي يمكن استخدامها بسهولة من قبل شخص آخر من أجل الربح. وهذه جريمة خطيرة يمكن أن يكون لها آثار سلبية على الشؤون المالية للشخص ودرجة الائتمان والسمعة.
هناك ثلاثة أنواع محددة من سرقة الهوية بغض النظر عن المدى الواسع لهذه السرقة.
1- سرقة الهوية المتعلقة بالضرائب: هي عندما يستخدم المجرم شبكة الأمان الاجتماعي الخاصة بشخص آخر للحصول على استرداد ضريبي أو وظيفة. حيث أنه يجب الاتصال بمصلحة الضرائب من قبل ضحية هذا النوع من السرقة.
2- سرقة هوية الطفل: هي عندما يستخدم المجرم شبكة الأمان الاجتماعي للطفل للتقدم بطلب للحصول على مزايا حكومية أو فتح حسابات بنكية أو التقدم بطلب للحصول على قرض.
3- سرقة الهوية الطبية: هي عندما يستخدم المجرم اسم شخص آخر أو التأمين الصحي لشخص ما لرؤية الطبيب أو الحصول على وصفة طبية أو غيرها من الاحتياجات الطبية المختلفة.
لحسن الحظ، هناك احتياطات يمكن للمستهلكين اتخاذها لمنع سرقة الهوية. هناك طرق بسيطة لتفادي الوقوع ضحية احتيال في الهوية وطريقة سهلة لتذكرها هي الاسم المختصر (SCAM). تذكرنا هذه الكلمة بأن عملية الاحتيال تتلخص بـ
1. Stingy : كن بخيلًا عند إعطاء معلومات شخصية للآخرين.
2. Check : تحقق من المعلومات المالية بانتظام وتعرف عند حدوث شيء غريب.
3. Ask : اطلب نسخة من تقرير الائتمان الخاصة بك في كثير من الأحيان،
4. Maintain : احتفظ بسجلات مالية دقيقة. من الضروري أن تكون على دراية بعمليات الخداع وأن تكون حريصًا دائمًا على تقديم معلوماتك الشخصية عبر البريد الإلكتروني أو موقع الويب أو عبر الهاتف. تأكد أيضًا من صحة رقم الهاتف والاسم والعنوان البريدي المسجل في حسابك المصرفي، حيث توجد حالات تم فيها إرسال بيانات مصرفية إلى عناوين خاطئة وسُرقت الهويات حينئذٍ. تحقق من هذه البيانات المصرفية بانتظام وتأكد من عدم وجود أي رسوم على حسابك لا تتعرف عليها.
يمكن للأفراد الذين يعانون من سرقة الهوية اتخاذ خطوات فورية للحد من الأضرار التي لحقت أموالهم وحياتهم الشخصية. الخطوة الأولى هي الاتصال بإحدى شركات الإبلاغ الائتمانية الوطنية الثلاث ووضع تنبيه احتيال أولي. يتم ذلك عن طريق الاتصال بشركة تقارير ائتمان وطنية، وطلب منهم وضع تنبيه احتيال على ملف الائتمان الخاص بك، والتأكيد على أنهم سيبلغون الشركتين الأخرتيين بهذا التغيير. والخطوة التالية هي طلب تقارير ائتمانية مجانية من كل شركة من شركات الإبلاغ الائتمانية الوطنية الثلاث. أخيرًا، قم بالإبلاغ عن سرقة الهوية إلى لجنة التجارة الفيدرالية (FTC) وقم بطباعة شهادة خطية من سرقة الهوية الخاصة بهيئة التجارة الفيدرالية (FTC) ثم قم بتقديم تقرير للشرطة واطلب نسخة من التقرير.

## عمليات التصيد
الخداع بعمليات التصيد هي عمليات احتيال يتم من خلالها خداع مستخدم البريد الإلكتروني للكشف عن معلومات شخصية أو سرية يمكن أن يستخدمها المخادع (المجرم الإلكتروني) بطريقة غير مشروعة. تستخدم الاتصالات المزعومة أنها من مواقع الويب الاجتماعية الشهيرة أو مواقع المزادات أو البنوك أو معالجات الدفع عبر الإنترنت أو مسؤولي تقنية المعلومات لجذب الجمهور الذي لا يشوبه الشك. قد تحتوي رسائل البريد الإلكتروني المخادعة على روابط لمواقع الويب المصابة بالبرامج الضارة. عادةً ما يتم التصيد الاحتيالي عن طريق خداع البريد الإلكتروني أو الرسائل الفورية، وغالبًا ما يوجه المستخدمين إلى إدخال التفاصيل في موقع ويب مزيف يشبه شكله وشعوره المظهر الشرعي. هناك أربعة أنواع رئيسية من أساليب الخداع ألا وهي: معالجة الارتباط، والتهرب من التصفية، وتزوير الموقع، والتصيد عبر الهاتف.
تعد التشريعات وتدريب المستخدم وتوعية الجمهور وإجراءات الأمان الفنية كلها محاولات للسيطرة على العدد المتزايد من هجمات التصيد الاحتيالي. يتراوح الضرر الناجم عن التصيد الاحتيالي بين رفض الوصول إلى البريد الإلكتروني وخسارة مالية كبيرة. تشير التقديرات إلى أنه بين شهر مايو من عام 2004 وشهر مايو من عام 2005، تعرض ما يقرب من 1.2 مليون مستخدم للكمبيوتر في الولايات المتحدة لخسائر ناجمة عن التصيد الاحتيالي، بلغ مجموعها حوالي 929 مليون دولار أمريكي. الشركات التجارية في الولايات المتحدة تخسر ما يقدر بملياري دولار أمريكي سنويًا نتيجة لعملائها الذين أصبحوا ضحايا.
في وقت مبكر من عام 2007، كان اعتماد استراتيجيات مكافحة الخداع من قبل الشركات التي تحتاج إلى حماية المعلومات الشخصية والمالية منخفضًا. هناك العديد من التقنيات المختلفة لمكافحة الخداع، بما في ذلك التشريعات والتكنولوجيا التي تم إنشاؤها خصيصًا للحماية من التصيد. تشمل هذه التقنيات الخطوات التي يمكن أن يتخذها الأفراد، وكذلك المنظمات. تتمثل إحدى استراتيجيات مكافحة التصيد الاحتيالي في تدريب الناس على التعرف على محاولات التصيد والتعامل معها. يمكن أن يكون التعليم فعالًا، لا سيما عندما يوفر التدريب ردود فعل مباشرة. يمكن للناس اتخاذ خطوات لتجنب محاولات التصيد عن طريق تعديل عادات التصفح لديهم قليلاً. عند الاتصال بشأن حساب يحتاج إلى «التحقق» (أو أي موضوع آخر يستخدمه المخادعون)، فمن الاحتياطات المعقولة الاتصال بالشركة التي ينشأ منها البريد الإلكتروني للتحقق من أن البريد الإلكتروني شرعي. بدلاً من ذلك، فإن العنوان الذي يعرفه الفرد هو موقع الويب الأصلي للشركة، يمكن كتابته في شريط العناوين في المتصفح، بدلاً من الوثوق بأي ارتباطات تشعبية في رسالة التصيد الاحتيالي.
تحتوي جميع رسائل البريد الإلكتروني الشرعية تقريبًا من الشركات إلى عملائها على عنصر من المعلومات غير متوفر بسهولة للمخادعين. الأمر متروك للعميل لاستخدام سلطته التقديرية لفصل رسائل البريد الإلكتروني الأصلية عن رسائل البريد الإلكتروني المخادعة ومنع هجمات التصيد. اقترحت مجموعة عمل مكافحة الخداع، وهي جمعية للصناعة وتطبيق القانون، أن تقنيات التصيد التقليدية قد تصبح قديمة في المستقبل لأن الناس يدركون بشكل متزايد تقنيات الهندسة الاجتماعية التي يستخدمها المخادعون. ويتوقعون أن يصبح استخدام البرامج الضارة وغيرها من الأدوات الضارة أكثر شيوعًا لسرقة المعلومات.

## رد المبالغ المدفوعة
رد المبالغ المدفوعة ليست بالضرورة نشاط احتيالي. في أبسط معانيها، يكون رد الرسوم هو عندما يقوم البنك المُصدر، وهو بنك يحصل المستهلكون فيه على بطاقات ائتمان، بعكس رسم مسبق من حساب بنكي أو بطاقة ائتمان بناءً على طلب حامل البطاقة بسبب وجود مشكلة في إحدى المعاملات. يمكن أن تكون المشكلة هي أي شيء على سبيل المثال عندما يكون هناك موقف لم يستلم فيه المستهلك المنتج الذي قام بشرائه، أو في حالة لم يكن فيها حامل البطاقة راضًا عن جودة المنتج، أو في حالة موقف كان فيه حامل البطاقة ضحية لسرقة الهوية. ارتفع مفهوم استرداد التكاليف كإجراء لحماية المستهلك اتخذته البنوك المصدرة وشركات بطاقات الائتمان. كانت عمليات رد المبالغ المدفوعة بمثابة إجراء لحماية حاملي البطاقات من سرقة الهوية والتحولات غير المصرح بها من سرقة الهوية. توفر إستراتيجية رد المبالغ المدفوعة أيضًا حافزًا للمنتجين والبائعين لتوفير منتجات ذات جودة متسقة وفعالة لخدمة العملاء.
مع صعود وتطورات التكنولوجيا والزيادة الناتجة في المعاملات عبر الإنترنت والهاتف والتجارة، أصبح من السهل ارتكاب عمليات احتيال عبر عمليات رد التكاليف (رد المبالغ المدفوعة). تُعد عمليات رد المبالغ المدفوعة مفهومًا مثيرًا للاهتمام لأن هذه العملية تحمي المستهلكين من الاحتيال في سرقة الهوية، ولكنها تفتح الباب أمام المستهلكين لارتكاب عمليات احتيال في استرداد التكاليف نفسها. يُعرف أيضًا الاحتيال في عمليات رد المبالغ المدفوعة باسم «الاحتيال الودي». والاحتيال الودي هو المصطلح عندما يقوم المستهلك بتفويض معاملة شراء عبر الإنترنت على بطاقة ائتمانه /ائتمانها، أو يتلقى المنتج أو المنتجات التي يدفعها المستهلك، ولكن بعد ذلك يقوم المستهلك نفسه لاحقًا برفع الملفات لإعادة تحميل التكاليف. وينتج عن ذلك التسجيل الاحتيالي لاسترداد التكاليف، احتفاظ المستهلك بالمبالغ التي تم دفعها في المنتج الأصلي وتجنب دفع ثمن المنتجات التي طلبها.
هناك العديد من الحالات الشائعة التي يرتكب فيها المستهلك ما يسمى بالاحتيال الودي. يتمثل أحد المواقف في أن المستهلك يدعي أنه لم يتلق مطلقًا عملية الشراء أو الطلب عندما يكون ذلك في الواقع حاصل. في هذا السيناريو، عندما يرفع العميل تكلفة عملية معينة، فإنه يمكّن العميل من الاحتفاظ بالمنتج بينما في نفس الوقت لا يدفع ثمن المنتج. هناك موقف آخر يتمثل في أن يدعي العميل أن المنتج الذي تلقاه كان إما معيبًا أو تالفًا. في هذا السيناريو، تسهل مطالبة استرداد التكاليف للعميل الحصول على صفقة «اثنين مقابل واحد» لأن المنتج سوف يشحن منتجًا بديلًا عنه وسيحصل هو بنفس الوقت على المنتج القديم (الذي يدعي بأنه تالف). أخيرًا، هناك موقف شائع آخر يتمثل في حيث يشتري العميل منتجًا، ولكن بعد ذلك يودع عملية تحميل التكاليف مع البنك المصدر الذي يزعم أنه لم يصرح أبدًا بمثل هذه الصفقة.
استجاب المنتجون والتجار لصعود مطالبات إعادة التكاليف الاحتيالية ونفذوا تدابير لمكافحة الاحتيال الودي. يمثل الاحتيال في حالة رد التكاليف تحديا لأن رد فعل البائع الأول هو تشديد ضوابط الاحتيال الداخلية وإضافة أدوات برامج مكافحة الغش. في حين أن هذا يقلل من الاحتيال، فإنه يمنع أيضًا العديد من العملاء الشرعيين من إكمال عمليات الشراء عبر الإنترنت. بالإضافة إلى ذلك، يصعب على التجار الحماية من عمليات تحميل التكاليف الاحتيالية الودية لأن عملية رد التكاليف غالباً ما تفضل المستهلكين على المنتجين. واحدة من أفضل الطرق لمنع المحتالين الودودين هي أن يطلب التجار عبر الإنترنت توقيعات للحزم التي تم تسليمها عند وصولهم. سيوفر هذا معلومات محددة للغاية للمنتجين حول التسليم. العيب في تأكيد التوقيع هو أنه يزيد من تكاليف الشحن، والتي لا تزال تضر بالمنتج الأساسي.
بالإضافة إلى ذلك، بدأ المنتجون في مشاركة بيانات قوائم العملاء الذين يقدمون مطالبات بإعادة التكاليف. هذا يساعد المنتجين على رؤية اتجاهات عادات التسوق لدى العملاء. إن نقل المعلومات بين المنتجين يساعدهم على زيادة الأرباح ويجبر المستهلكين على الالتزام بالأمانة. بدأ المنتجون أيضًا في الاحتفاظ بسجل لجميع الاتصالات مع العملاء، بحيث يواجه العملاء الذين يرغبون في رفع التكاليف المستردة الاحتيالية صعوبة في متابعة المطالبة. أخيرًا، بدأت مواقع التجارة الإلكترونية بتتبع عناوين IP الخاصة بالعميل، لذلك عندما يدعي المستهلكون أنهم لم يقوموا بالشراء، يكون من الصعب عليهم الكذب أو الاحتجاج.
على الرغم من أن عملية الاحتيال على إعادة الدفع (رد المدفوعات) تمثل مشكلة في نمو التجارة الإلكترونية وغيرها من منافذ التسوق البديلة مع المستهلكين غير الشرفاء، إلا أن العديد من المستهلكين الذين يقدمون مطالبات برد التكاليف يعدون صادقين ويواجهون مشكلة حقيقية في معاملاتهم. في بعض الحالات، يمكن تخفيض المبالغ المدفوعة عن طريق تطبيق أدوات تتبع أكثر دقة لقياس أسباب الإسترجاع وتوظيف المزيد من موظفي خدمة العملاء الموهوبين وتحسين تدريبهم.

## استجابة مكتب التحقيقات الفدرالي
في شهر مايو من عام 2001، قدم نائب مساعد مدير مكتب التحقيقات الفيدرالي، توماس ت. كوبيك ، شهادة أمام لجنة مجلس الطاقة والتجارة، واللجنة الفرعية للتجارة، وحماية المستهلك بشأن استجابة مكتب التحقيقات الفيدرالي لجرائم الاحتيال عبر الإنترنت. إلى جانب خدمات التفتيش البريدي في الولايات المتحدة، دائرة الجمارك الأمريكية، دائرة الإيرادات الداخلية، قسم التحقيق الجنائي، الخدمة السرية للولايات المتحدة، قام مكتب التحقيقات الفيدرالي (FBI) بتطوير برنامج "Operation Cyber Loss" لمكافحة الاحتيال عبر الإنترنت. كما أنشأت الوكالة مركز شكاوى الاحتيال عبر الإنترنت (IFCC) للمساعدة في العملية. أنواع الاحتيال التي تحقق فيها عملية Cyber Loss هي سرقة الهوية، والاحتيال في المزادات عبر الإنترنت، والاحتيال في بطاقات الائتمان / الخصم، والاحتيال في الاستثمار والأوراق المالية، ومخططات بونزي / الهرم، وعدم تسليم البضائع المشتراة عبر الإنترنت.

## التخفيف من مخاطر الاحتيال على الإنترنت
تتحمل الشركات التي تقوم ببيع السلع والخدمات عبر الإنترنت نسبة كبيرة من تكاليف الاحتيال عبر الإنترنت - وتمنح دراسة LexisNexis لعام 2017، تكاليف الاحتيال كنسبة مئوية من إيرادات البيع بالتجزئة عبر الإنترنت (السلع المادية) والتجارة الإلكترونية (السلع الرقمية) 2.17٪ و 2.39٪ على التوالي، مع الاحتيال على بطاقة الهدايا عبر الإنترنت كونه مجال اهتمام خاص.
تم العثور على الاعتماد على برنامج الكشف عن الاحتيال لوحده على الكثير من المعاملات المشروعة بأنها احتيالية: عمليات الشراء عبر الإنترنت إما تم حظرها أو تأخيرها للمراجعة بحيث يتخلى العميل عن الشراء. إحدى الطرق التي نجحت في تقليل عدد «الإيجابيات الخاطئة» مع الاستمرار في تقليل الاحتيال هي تقنية «التصفية». تستخدم هذه التقنية برنامجًا للكشف عن الاحتيال استنادًا إلى الخوارزميات والتعلم الآلي / البرمجي، بالإضافة إلى المراجعة اليدوية من قبل موظفي خدمة العملاء. يشمل الكشف عن الاحتيال في الوقت الفعلي الذي توفره شركات الكشف عن الاحتيال الخاصة برامج مثل: (SaaS) التحقق من CVV و PIN / التوقيع والمصادقة من التحقق واكتشاف البرامج الضارة للمستعرض والتحقق من العنوان وبصمات معرف الجهاز وتحديد الموقع الجغرافي ونمط تسجيل الدخول ومعدل النجاح، المصادقة بواسطة الاختبارات ، ومراجعة قواعد البيانات المشتركة لملفات تعريف العملاء ، وسجل المعاملات الآلي ، والمرشحات القائمة على القواعد ، ونقاط البيانات الأخرى.
استجابةً لانتشار الاحتيال عبر الإنترنت ، دخلت العديد من شركات خدمات برامج الكشف عن الاحتيال والوقاية منها دخول المجال باستخدام مجموعة متنوعة من التقنيات ، بما في ذلك تحليلات السلوك القائم على التعلم الآلي والكشف عن الحالات الشاذة ؛ استخدام «مركز احتيال» يمكّن مصادر بيانات الجهات الخارجية من تغذية معلومات المشتري المستخدمة في النمذجة الإحصائية التنبؤية ؛ والكشف عن البرامج الضارة عن البعد الآلي. أكبر اللاعبين في هذا المجال هم Cybersource (المملوكة من قبل VISA) و Brighterion (Mastercard) ومعهد SAS. بعض القادمين الجدد في هذا المجال هم Signifyd و Kount و Riskified و Sift Science و Forter و Feedzai.

## إنظر أيضاً
- محقق الإحتيال المعتمد
- مركز أمن الإنترنت